# The Hanson Brothers
The Hanson Brothers — канадская панк-рок-группа, сайд-проект братьев Роба и Джона Райт и Тома Холлистона, участников легендарной NoMeansNo из Ванкувера.

## История
Братья Райты стали сотрудничать с Томом Холлистоном как «The Hanson Brothers» в 1989. Сначала за барабанами сидел Джон Райт, однако вскоре его место занял Кен Йенсен (Ken Jensen) из D.O.A. В 1995 году Йенсен погиб во время пожара в доме. Его преемником за ударной установкой стал Кен Кемпстер (Showbusiness Giants).
Название «The Hanson Brothers» взято из фильма «Удар по воротам» 1977 года, героями которого, среди прочих, были вымышленные братья Хансоны.

## Состав
- Johnny Hanson (Джон Райт) — вокал (1984—2016), ударные(1984—1991)
- Robbie Hanson (Роб Райт) — бас-гитара (1984—2016)
- Tommy Hanson (Том Холлистон) — гитара, вокал (1989—2016)

## Дискография

### Альбомы
- Gross Misconduct[2] — 1992
- Sudden Death — 1996
- My Game — 2002
- It’s a Living (live)[3] — 2008

### EP и синглы
- Brad (7" single) — 1992
- The Hockey Song (split 7" single with D.O.A.) — 1996
- Brad (EP re-release of Brad single with bonus tracks) — 2003